# Penstemon oliganthus
Penstemon oliganthus är en grobladsväxtart som beskrevs av Elmer Ottis Wooton och Standley. Penstemon oliganthus ingår i släktet penstemoner, och familjen grobladsväxter. Inga underarter finns listade i Catalogue of Life.